# Anti-Pasti
Anti-Pasti — британская группа второй волны панк-рока, образованная в 1979 году в Дербишире, Англия, вокалистом Мартином Ропером и гитаристом Дуги Беллом (участниками The Scrincers), к которым присоединились барабанщик Кев Никсон, басист Уилл Хун и (вскоре) брат последнего, Олли Хун, второй гитарист. Anti-Pasti выпустили два студийных альбома, первый из которых, The Last Call (1981) поднялся до 31 места в UK Albums Chart и провёл в списках в общей сложности 7 недель. Сингл из него «Six Guns» возглавил UK Independent Charts.

## История группы
Anti-Pasti образовались в Дербишире; в состав вошли участники незадолго распавшейся до этого местной группы The Scrincers, Дуги Белл (гитара), Мартин Ропер (вокал), Расселл Моу и Эдди Барк. Двое последних вскоре ушли из группы, второй из них играл впоследствии с The Allies, Aftermath UK и The Egyptian Kings. С басистом Стю Уинфилдом (Stu Winfield) и драммером Стэном Смитом (Stan Smith) Anti-Pasti выпустили дебютный Four Sore Points EP на собственном лейбле Dose Records. Концертная деятельность коллектива проходила, в основном, в Дерби, в основном в клубе Cosmo.
После того, как Уинфилда и Смита заменили Кев Никсон (Kev Nixon) и Уилл Хун (Will Hoon), группа подписала контракт с Rondelet Records, который перевыпустил Four Sore Points EP и сингл «Let Them Free» в январе 1981 года. Несколько месяцев спустя Anti-Pasti выпустили дебютный альбом The Last Call, поднявшийся до #31 в британском хит-параде. Третий сингл «Six Guns», вышедший к Рождеству, поднялся на вершину британских независимых списков. Этого же результата добился Don’t Let 'Em Grind You Down EP, сплит с The Exploited.
«East To The West», выпущенный в 1982 году, предварил два последних релиза Anti-Pasti: альбом Caution In The Wind и сингл того же названия, где на гитаре сыграл Олли Нун, брат Уилла. Год спустя вышел ретроспективный сборник синглов, но к этому времени группа, уволившая из состава Ропера, распалась. В 1995 году состоялся реюнион Anti-Pasti, с краткими гастролями по Великобритании и Германии. В 2009 году появились слухи о том, что группа воссоединится, чтобы сыграть на германском фестивале Punk and Disorderly в Берлине, но этого не случилось.

## Дискография

### Синглы
- «Let Them Free» (Rondelet, 1981)
- «Six Guns» (Rondelet, 1981, #1 UK Indie Charts)
- «Caution To The Wind» (1982)

### EP’s
- Four Sore Points (1980, Dose Records/Rondolet Records)
- Don’t Let 'Em Grind You Down (1982, сплит с The Exploited)
- East and West (Rondelet, 1982)

### Альбомы
- The Last Call (Rondelet/Anagram, 1981, #31 UK)
- Caution To The Wind (Rondelet/Anagram, 1982)
- Anti-Pasti (Singles Compilation) (Rondelet, 1983)
- The Best Of Anti-Pasti (Dojo, 1996)